# Göte Karlsson
Göte Adolf Karlsson, född 6 januari 1921 i Lundby församling, död 15 juni 1990 i Härlanda församling, var en svensk fotbollsspelare (vänsterback) som representerade Gais mellan 1944 och 1953.
Karlsson inledde sin fotbollskarriär som vänsterytter och förutspåddes en strålande framtid, men stannade i utvecklingen och sattes i stället på backpositionen, där han lyckades bättre. Han spelade sammanlagt 121 seriematcher med Gais och gjorde 15 mål.

## Spelstil
Karlsson var snabb och hårdför, med ett snärtigt skott. Hans spelstil medförde att han ofta blev skadad.